# G-Force (альбом)
G-Force  (с англ. — «сила тяжести») — одноимённый альбом англо-американской группы, созданной ирландским гитаристом и певцом Гэри Муром, вышедший в 1980 году.

## О группе G-Force
Во время гастролей по Америке с Thin Lizzy в поддержку альбома группы Black Rose: A Rock Legend, Мур внезапно покинул группу летом 1979 года и переехал в Лос-Анджелес, надеясь основать сольное рок-присутствие. Получив возможность гастролировать по Америке вместе с Van Halen, Мур пригласил своего бывшего товарища по группе Thin Lizzy, барабанщика Марка Носифа (Elf, Ian Gillan Band) и басиста-вокалиста Гленна Хьюза (Trapeze, Deep Purple). Группа была названа «G-Force». В таком составе группа провела несколько репетиций, но через несколько месяцев Хьюз покинул группу после пьяной ссоры с Муром и был заменен вокалистом Вилли Ди (урожденный Уильям Дафферн; ранее выступавший с Captain Beyond и Pipedream) и сессионным басистом Motown Тони Ньютоном (бывший участник The Tony Williams New Lifetime). Последующий тур был успешным, и группа отправилась в тур, выступая на разогреве у Whitesnake, концертировавших в поддержку альбома Ready an' Willing. Однако проект оказался недолговечным, выпустив только один одноимённый альбом, который был сведён Деннисом Маккеем. Альбом состоял из более традиционной хард-рок-музыки, ориентированной на радио, чем предыдущие записи Мура. Группа также записала песню Ньютона и Ди «Trust Your Lovin'», выпущенную только в качестве би-сайда к синглу «You».
Вскоре после выхода альбома G-Force распалась. Возможно это связано с тем, что Мур хотел оставаться в Британии, а не жить в США. Последнее выступление группы состоялось 1 июля 1980 года в Лондоне. Мур присоединился к Грегу Лейку, сотрудничество с которым привело к одноименному дебютному сольному альбому Лейка.

## Список композиций
| №  | Название                               | Автор(ы)                    | основной вокал     | Длительность |
| -- | -------------------------------------- | --------------------------- | ------------------ | ------------ |
| 1. | «You»                                  | Gary Moore                  | Willie Dee & Moore | 4:11         |
| 2. | «White Knuckles / Rockin' and Rollin'» | Moore / Moore, Mark Nauseef | Instrumental / Dee | 5:10         |
| 3. | «She's Got You»                        | Moore, Nauseef              | Dee & Moore        | 4:53         |
| 4. | «I Look at You»                        | Moore                       | Dee                | 6:02         |

| №  | Название                | Автор(ы)                          | Lead vocals | Длительность |
| -- | ----------------------- | --------------------------------- | ----------- | ------------ |
| 5. | «Because of Your Love»  | Tony Newton, Dee, Duane Hitchings | Dee         | 4:00         |
| 6. | «You Kissed Me Sweetly» | Moore, Newton, Dee                | Dee         | 4:16         |
| 7. | «Hot Gossip»            | Moore                             | Moore       | 3:34         |
| 8. | «The Woman's in Love»   | Moore                             | Moore & Dee | 3:53         |
| 9. | «Dancin'»               | Moore, Nauseef, Newton, Dee       | Dee         | 4:30         |

## Участники записи
- Tony Newton — вокал
- Gary Moore — вокал, гитара, клавишные
- Mark Nauseef — синтезатор, ударные, перкуссия
- Willie Dee — вокал, клавишные, синтезатор Korg бас